# PGN-60
PGN-60 – polski, przeciwpancerny (kumulacyjny) granat nasadkowy.
Granat został opracowany w Wojskowym Instytucie Technicznym Uzbrojenia. Granaty PGN-60 są miotane przy pomocy kbkg wz. 1960 i kbkg wz. 1960/72. Przy użyciu naboju miotającego UNM wz. 1943/60 uzyskują prędkość początkową 60 m/s i zasięg 100 m.
Przeznaczony do niszczenia opancerzonych pojazdów bojowych, oraz schronów i innych umocnień polowych.